# Tancrède Abraham
Pour les articles homonymes, voir Abraham (patronyme).
Tancrède Abraham (Vitré, 7 janvier 1836 - Paris, 22 avril 1895) est un artiste peintre, graveur et illustrateur français.

## Biographie
Tancrède Abraham est né le 7 janvier 1836 à Vitré,. Bien que né à Vitré et mort à Paris, cet artiste a consacré à l'Anjou une part de son talent et les principales productions de son œuvre gravé.
Il a été à Paris, élève de l'atelier Cogniet, puis de Noël et de Nazon. Il remporte son 1er succès public avec une eau-forte représentant les bords de l'Oudon (1863).
Membre de la Société des aquafortistes dès 1862, il collabore ensuite à L'Illustration nouvelle et à la Gazette des Beaux-Arts où il publie des études d'art.
Il expose régulièrement à Paris et en Province, mais vient souvent à Château-Gontier, où il organise et dirige le musée de cette ville et sa bibliothèque. Ses toiles sont aux musées d'Angers, Laval, Rennes et Château-Gontier. Il séjournait aussi chez son gendre à Gohier. Ses eaux-forts sont influencés parfois de l'influence romantique. Ses albums sur Angers et Château-Gontier sont recherchés et apprécies.
Il expose au Salon : en 1876, Le Sablot de Noirmoutier, toile, paysage, et six eaux-fortes parmi lesquelles : L'Église de Saint-Serge, le Château du Percher, le Château de Montsabert ; en 1877, deux vues de la Mayenne, toiles : le chemin du Coudray, et le Plateau d'Origné, et deux eaux-fortes : la Rue Baudrière à Angers et la Butte-Golier ; en 1878, un Paysage d'hiver, de grandes dimensions.
On a son portrait à la plume par lui-même, 1888.

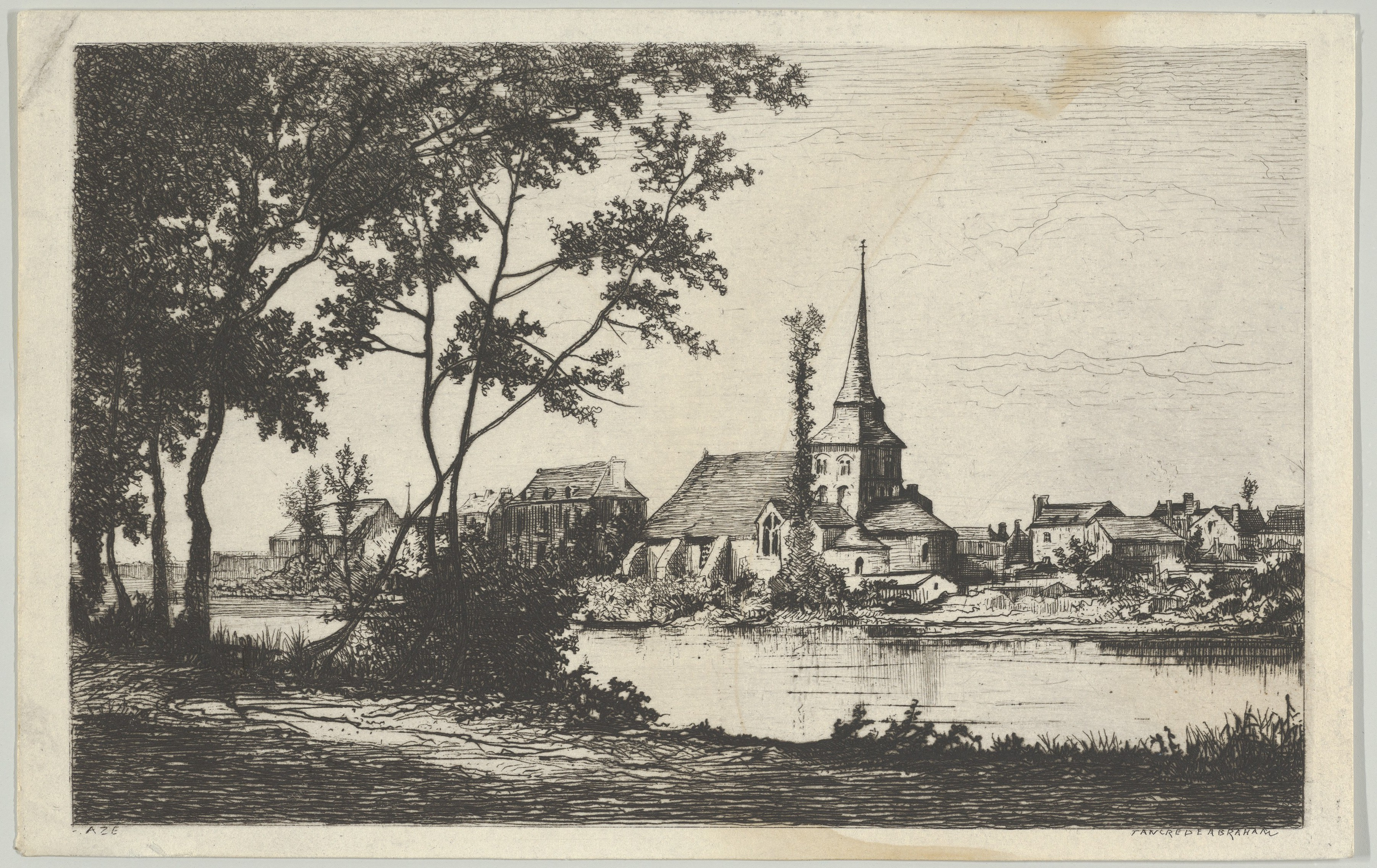
Ville avec église de l'autre côté d'une rivière (eau-forte, MET).
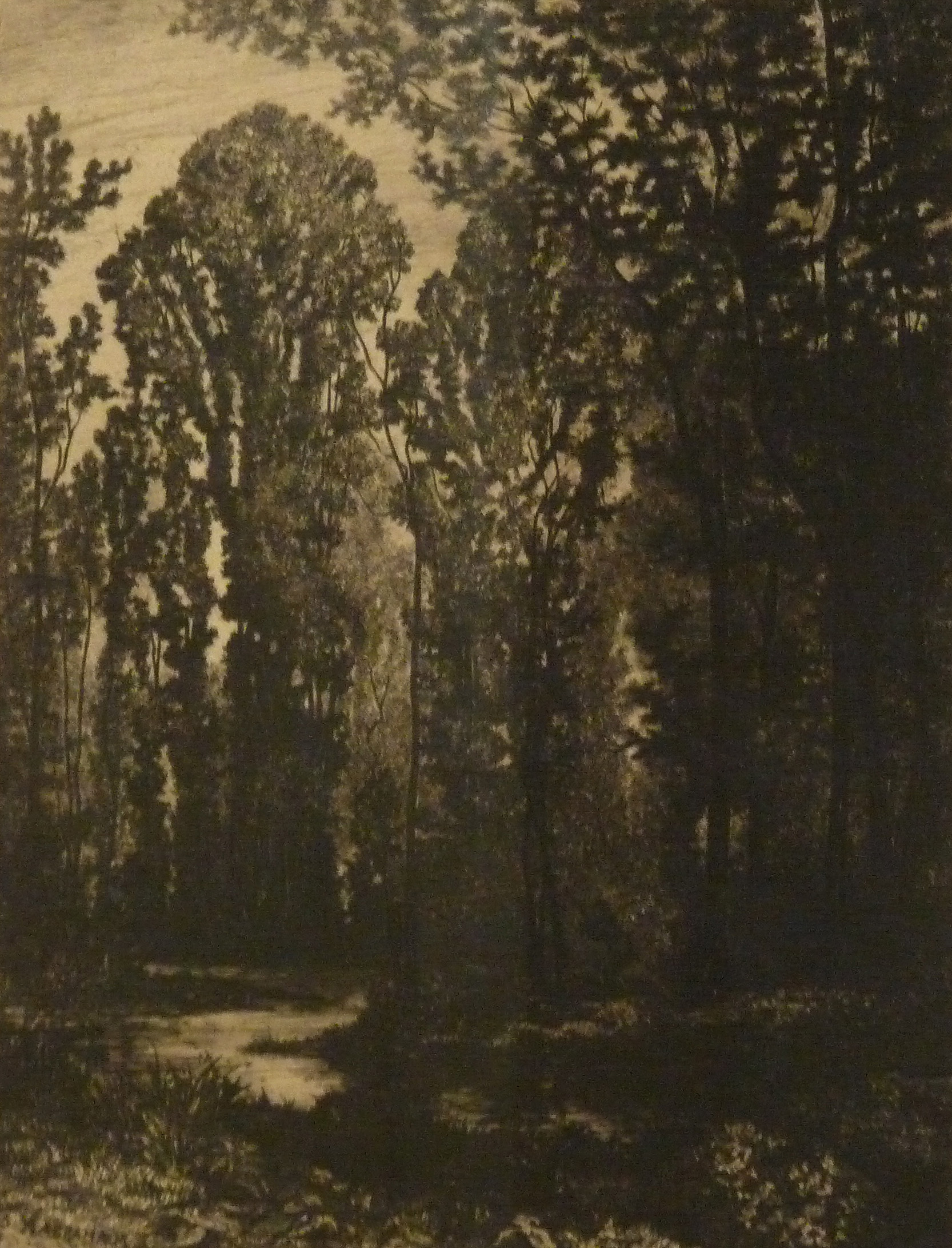
La chasse dans le marais (eau-forte).
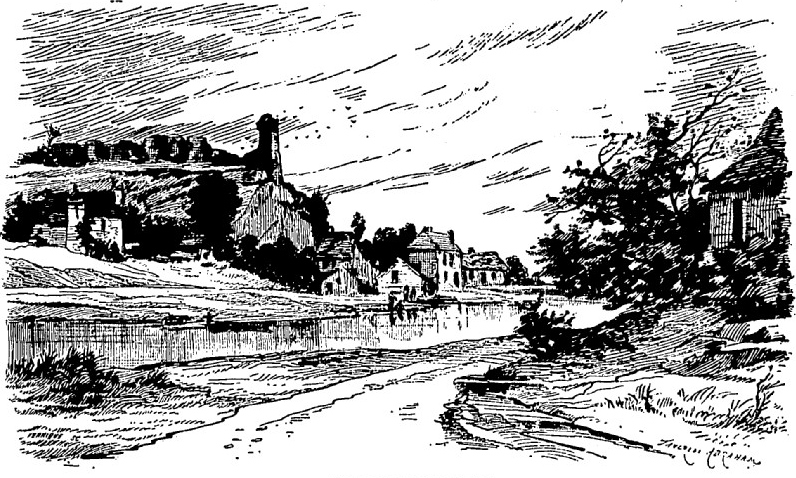
Châtillon-en-Vendelais vers 1885 (dessin de Tancrède Abraham).

## Publications
- Château-Gontier et ses environs, Château-Gontier, 1872
- Besançon et la vallée du Doubs, Besançon (1874)
- Angers et ses environs, Château-Gontier, 1876
- Rapport à la réunion des sociétés savantes, 1880